# Province de Pescara
La province de Pescara est une province italienne, dans la région des Abruzzes.
La capitale provinciale est Pescara.

## Géographie
La province de Pescara, en forme de chaussure, est bordée par la province de Teramo au nord, celle de l'Aquila à l'est, celle de Chieti et la mer Adriatique au sud et à l'est. La province ne touche qu'une toute petite partie de la mer Adriatique (environ 10 km).
À l'intérieur, outre les nombreuses collines argileuses cultivées, on distingue deux groupes montagneux : le Gran Sasso à l'est, qui ne possède que de petits sommets méconnus dans cette partie, et dont le sommet principal retombant dans la province est le Monte Siella (dépassant de peu les 2 000 mètres) ; en revanche, au sud du Gran Sasso, la Majella se caractérise dans cette province par ses contreforts septentrionaux abrupts, très humides et très boisés, qui rejoint tout de même les 2 795 mètres (2e point culminant des Apennins après le Corno Grande, cette montagne plus arrondie est partagée entre les provinces de Pescara, de l'Aquila et de Chieti, qui rejoignent toutes les trois ici leur propre point culminant). À l'extrême sud de la province, la montagne du Morrone (2 061 mètres) est une montagne à part qui se détache de la Majella par le col de San Leonardo (1 285 mètres). Cette montagne d'altitude modeste mais d'allure imposante, divise la province de Pescara de Sulmona.
D'un point de vue hydrographique, la province est divisée en deux bassins fluviaux, un grand et un petit. Le petit correspond au bassin du fleuve Saline, qui naît pas loin de la mer de l'intersection de deux rivières : le Tavo et le Fino (paradoxalement, le Saline qui débouche à la mer n'a pas de source véritable). Le Tavo et le Fino ne sont pas très longs (une vingtaine de km chacun) et naissent tous les deux au pied du Gran Sasso, dans son versant adriatique. Le grand bassin correspond au fleuve Aterno-Pescara, qui naît en amont de la province, à côté de Sulmona. Sur ses premiers km de parcours, le Pescara rencontre son principal affluent : l'Aterno, long de 80 km, qui passe par l'Aquila (toujours aussi paradoxalement, l'Aterno ne donne pas son nom au reste de son cours, qui serait beaucoup plus long que le Pescara actuel). Au total, l'Aterno-Pescara, qui naît sur le versant de l'Aquila du Gran Sasso, parcourt 145 km (c'est le principal bassin des Abruzzes, et qui a le plus gros débit de la région). Ce fleuve traverse les profondes gorges du Pescara (qui divisent le Gran Sasso de la Majella), où il reçoit d'autres affluents, comme le Tirino du côté du Gran Sasso, et l'Orta du côté de la Majella (elles font partie des cours d'eau les plus limpides d'Italie), puis le Pescara débouche entre les collines. À son embouchure, ce fleuve est canalisé.